# Florina Ilis
Florina Ilis, född 26 augusti 1968 i Olcea, är en rumänsk författare och poet.
Florina Ilis debuterade år 2000 med en haikusamling. 2005 fick hon stor uppmärksamhet för Cruciada copiilor (Barnens korståg), som är en parafras på Flugornas herre. Den fick pris från rumänska akademin, Rumäniens författarförbund samt Rumäniens radio. Den har blivit översatt till fem språk. Den senaste romanen, Vieţile paralele (Parallella liv) handlar om poeten Mihai Eminescus liv och död.